# Anthoscytina longa
Anthoscytina longa  (лат.) — ископаемый вид полужесткокрылых насекомых рода Anthoscytina из семейства цикадовых Procercopidae. 

## Описание
Обнаружен в юрских отложениях Китая (Zhouyingzi village, Luoping County, Хэбэй, около 160 млн лет, Jiulongshan Formation). Размер тела 18,0×4,0 мм, передние крылья 14,0×4,1 мм.
Вид Anthoscytina longa был впервые описан в 1983 году китайским палеоэнтомологом И. Хуном (Hong Y. C., Китай) вместе с таксонами Isfaroptera yujiagouensis, Anthocoleus hebeiensis, Beipiaocarabus oblonga, Hebeianaxyela clavicornuta, Sinocephus haifanggouensis, Sinocoris oblonga, Sinonitidulina longa и другими новыми ископаемыми видами. Таксон Anthoscytina longa включён в состав рода Anthoscytina Hong 1983 вместе с видами Anthoscytina aphthosa, Anthoscytina daica, Anthoscytina parallelica, Anthoscytina perpetua.